# Archipel des Bijagos
 (avril 2016).
Si vous disposez d'ouvrages ou d'articles de référence ou si vous connaissez des sites web de qualité traitant du thème abordé ici, merci de compléter l'article en donnant les références utiles à sa vérifiabilité et en les liant à la section « Notes et références ».
 (juin 2025).
Cet article possède un paronyme, voir Bijago.
Archipel des Bissagos
L'archipel des Bijagos ou archipel des Bissagos est un archipel de Guinée-Bissau, constitué de quatre-vingt-huit îles et îlots, et situé dans l'océan Atlantique, en face de la capitale Bissau, à l'embouchure du Rio Geba. L'archipel fait partie de la région Bolama-Bijagos. Une dizaine d'îles sont habitées de façon permanente.  Le 13 juillet 2025, l'archipel est inscrit au Patrimoine mondial de l'humanité pour sa biodiversité exceptionnelle et pour la richesse de ses traditions locales.

## Géographie
Les îles sud sont reconnues depuis 1996 en tant que réserve de biosphère par l'UNESCO.  Elles abritent une faune et une flore marines considérables, notamment des tortues marines. Certaines îles sont couvertes de forêts alors que d'autres le sont de savane de type soudanaise. D'immenses mangroves couvrent une partie importante des espaces entre océan et terre ferme. Certaines îles sont peuplées par plusieurs espèces de singes rares. En janvier 2023, l'UNESCO annonce accompagner le pays en vue d'une inscription de l'archipel au Patrimoine mondial de l'humanité. Cette inscription se fait le 13 juillet 2025, lors de la 47e session du Comité du patrimoine mondial de l'UNESCO, et reconnaît aussi bien la « riche biodiversité » de l'archipel que les « traditions bien vivantes » des communautés locales.
Les îles de Bubaque, Bolama et Caravela sont les plus peuplées et les plus touristiques alors que l'île de Canhabaque (Conha) est certainement la plus « authentique » et la plus secrète. L'archipel des Bijagos est un haut lieu de la pêche sportive.

## Démographie
Le peuplement de l'archipel des Bijagos est très inégal. Sur les à peine 30 000 habitants de cet archipel, l'île de Bolama en accueille à elle seule près de 9 500 soit un tiers de la population totale. Bubaque (5 000 habitants) et les îles de Canhabaque (3 500 habitants), Orango et Orangozinho (3 500 habitants) en accueillent un autre tiers (soit environ 12 000 habitants). L'arrondissement de Caravela (comprenant entre autres les îles de Carache, Formosa, Ponta, Enu ou Maio) abrite le dernier tiers avec un peu plus de 10 500 habitants.

## Histoire
Au temps pré-colonial, les îles Bijagos étaient importantes pour le commerce sur la côte ouest de l'Afrique et leurs habitants construisirent une grande flotte. En 1535, cela leur permit de mettre en déroute les Portugais lorsqu'ils arrivèrent pour conquérir l'archipel. Chaque île étant politiquement autonome, c'est une par une qu'elles établirent des relations amicales ou non avec les forces européennes en présence, dont les Anglais basés à Bolama, les Français et les Portugais, ces derniers devenant les colonisateurs de ce qui allait devenir la Guinée-Bissau faisant face à l'archipel. 
En 1773, le navire négrier Le Courageux, commandé par le capitaine Compère, de Bordeaux, navigant  dans le golfe de Guinée pour les besoins du commerce triangulaire, fait naufrage dans les iles Bijagos. Le capitaine et les 25 membres de l'équipage sont capturés et réduits en esclavage par les habitants des iles et finissent par être libérés contre rançon.
L'île rebelle de Canhabaque ne fut jamais vraiment soumise. Même si, à la suite de la dernière guerre de 1936, elle finit par accepter une certaine présence portugaise, mais sans toutefois se considérer comme colonisée.
Les « écosystèmes côtiers et marins de l'Archipel des Bijagós - Omatí Minhô » sont inscrits sur la liste du patrimoine mondial en 2025 par l'UNESCO.

## Culture

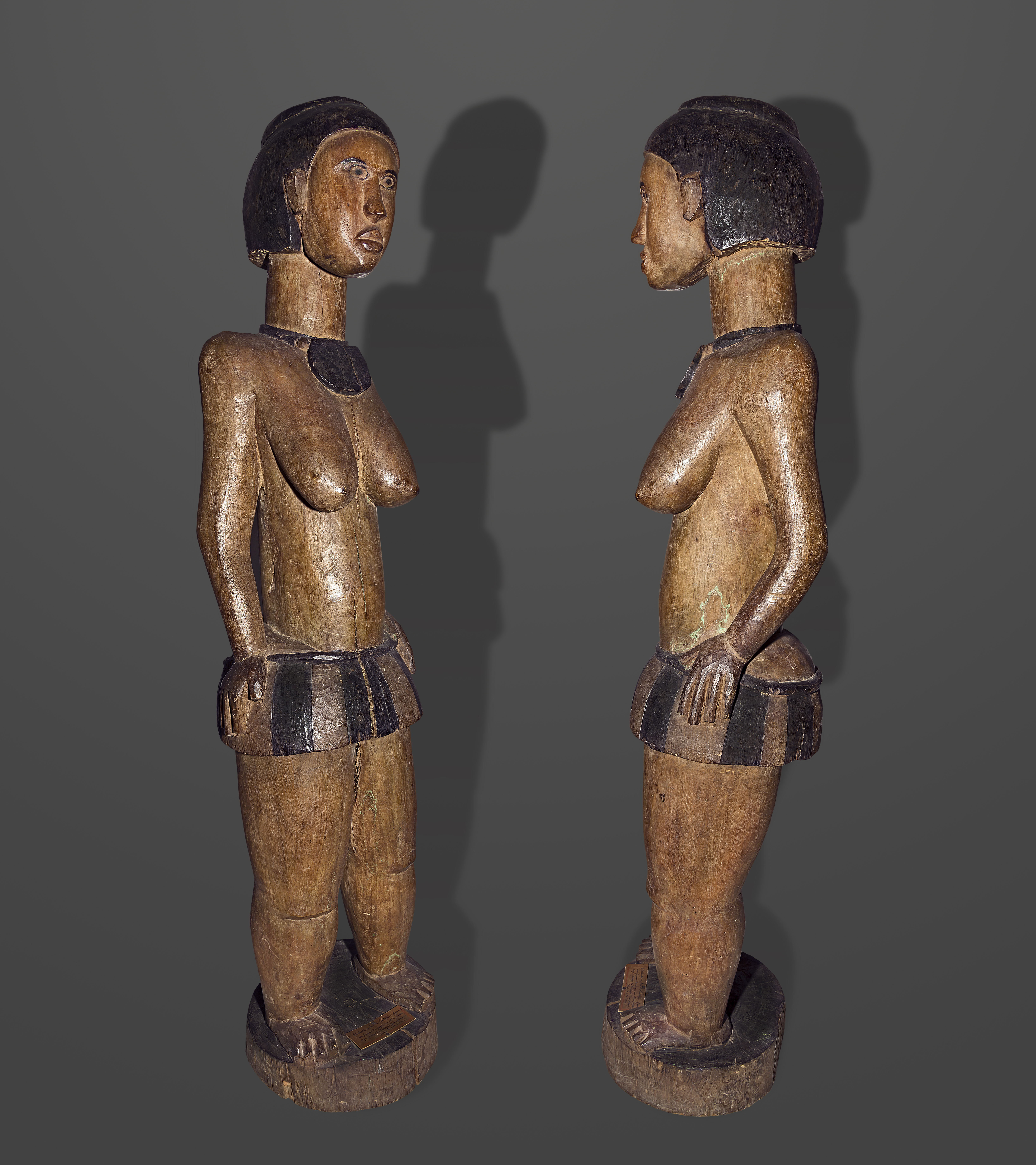
Statue de Femme MHNT

Les habitants de l'archipel se disent Bijagos (ou Bidjogos). Ils sont au nombre d'environ 30 000, divisés en ethnies d'origines différentes, non encore vraiment étudiés. Le peuple le plus important d'un point de vue politique et culturel est le peuple Onhaki (se prononce oniaki - anhaki au pluriel) de l'île de Canhabaque (ou île de Conha). Ce peuple originaire du Mali et descendant des actuels Coniaguis (installés à cheval entre le Sénégal oriental et la Guinée Conakry) est apparenté aux Nalus et aux Biafadas, tous deux situés sur la côte de Guinée-Bissau.
Dans l'archipel des Bijagos, les villages (Tabanca) sont situés à l'intérieur des terres et non sur la côte. 
Les Bijogos sont des animistes qui ont conservé une grande partie de leur très complexe culture. Chaque île a sa version de la culture. Ces différences peuvent rapprocher un peuple de l'archipel avec un autre du continent (c'est le cas des Anhaki avec les Nalu) alors qu'ils vont se considérer comme "éloignés" culturellement d'un autre peuple de l'archipel. Leur monde est peuplé d'Irans (esprits). Les initiations assez dures (le Fanado) sont encore pratiquées par une partie des jeunes pour accéder au statut d'adulte. Elles se déroulent en brousse (dans le "mato") et durent de trois à six mois. Ces initiations tendent à disparaître et des classes d'âge entières refusent de s'y soumettre. Cet abandon a pour conséquence la perte des connaissances portés par les anciens. 
Les Homi Grande (Homme Grand - ou Femme Grande) encadrent la vie sociale, économique et culturelle du monde Bijogo. Chaque village est autonome, chaque île aussi mais tous se disent descendants de l'un des quatre "clans" d'origine. Le pouvoir des femmes y est important, sans pour autant représenter un véritable pouvoir matriarcal (à l'exception de Canhabaque). Il faudrait plutôt parler de pouvoir de la lignée matriarcale : on appartient à une lignée matriarcale, à un clan, à un village, puis à une île et pour finir au peuple Bijago.
Canhabaque est une rebelle. Cette île, la moins peuplée des quatre-vingt-huit qui composent l'archipel des Bijagos, a longtemps résisté aux colons portugais et a su préserver ses coutumes matrilinéaires. Ici, le mariage n'implique ni cohabitation conjugale ni autorité paternelle, et c'est la mère qui choisit le prénom de l'enfant, plus important que le nom. Les villages, comme Inorei, au nord, sont certes dirigés par un roi, l'« oronho », mais celui-ci est choisi par un conseil de femmes. Il doit surtout compter avec l'« okinka », une prêtresse qu'il désigne sur proposition de ce conseil. Originaire du village, celle-ci doit avoir franchi toutes les étapes de l'initiation féminine. Un long parcours qui permet aux femmes de posséder l'esprit errant d'un garçon décédé avant d'avoir été initié. La prêtresse est donc l'intermédiaire privilégiée sur les revenants. Un statut qui lui vaut un respect et une aura inébranlables.

## Culture populaire
En 2024, le chanteur français Slimane et l’animateur de télévision Raphaël de Casabianca s’y rendent pour un épisode de l’émission Rendez-vous en terre inconnue.